# Latteltage
Latteltage (lat. dies lacticinii) waren in den mittelalterlichen Klöstern übliche, über das gesamte Jahr verteilte, jedoch lokal zu unterschiedlichen Fristen angesetzte sog. Milchtage, d. h. zum Verzehr der Laktizinien bestimmte Termine, wofür die Käseprästationen der hörigen Höfe benötigt wurden. Das Gegenteil bilden die für den Fleischverzehr vorgesehenen dies carnium.